# Pławno (województwo wielkopolskie)
Pławno – wieś w Polsce położona w województwie wielkopolskim, w powiecie poznańskim, w gminie Murowana Goślina.

## Nazwa
Nazwa miejscowości "Pławno" zaczerpnięta została od sąsiedniego jeziora Pławno. Pierwotnie była prawdopodobnie nazwą dużego kompleksu leśnego, zwanego obecnie "Puszczą Zielonką" i rozciągającego się pomiędzy jeziorem Pławno a wsią Głęboczek. Wskazują na to średniowieczne zapiski z 1420 i 1425: "borra Plawno".

## Historia
Miejscowość pierwotnie była związana z Wielkopolską. Istnieje co najmniej od pierwszej połowy XV wieku i ma średniowieczną metrykę. Po raz pierwszy odnotowane zostało w łacińskim dokumencie z 1420 i 1425 jako bór pod nazwą "borra Plawno" oraz w 1436 jako "Plawno".
Wieś była początkowo własnością szlachecką należącą do lokalnej szlachty z rodu Wierzenickich, Łąckich oraz Ostrorogów Lwowskich herbu Nałęcz. W 1436 miejscowość leżała w powiecie poznańskim województwa poznańskiego w Koronie Królestwa Polskiego. W 1430 należała do parafii Głęboczek.
Pierwszy zapis związany ze wsią wymienia Pławno jako bór, czyli las iglasty. W 1420 Mikołaj Wierzenicki zezwolił Mikołajowi Spławskiemu, który od nazwy wsi Spławie koło Poznania przyjął odmiejscowe nazwisko ze Spławia k. Poznania, na wyrąb 60 sosen, najpiękniejszych, jakie znajdzie w borze Pławno, z wyjątkiem "dzieni", czyli drzew, na których są barcie. Wyrąb miał nastąpić do Bożego Narodzenia 1420. Chwalęta z Lubicza ręczył w dokumencie Mikołajowi Spławskiemu, że Mikołaj Wierzenicki dotrzyma warunków umowy, a jeżeli Spławski zniszczy jakieś barcie, to zapłaci za nie poręczyciel. W 1423 Mikołaj zeznał, że jego kmiecie zajęli trzy konie z Węglewa w powiecie gnieźnieńskim w jego własnym borze Pławno, który przed trzema laty został zapowiedziany, czyli zagajony przed sądem gajonym.
W 1430 Wach z Pławna toczył spór sądowy z Adamem plebanem w Głęboczku prosząc o zwolnienie od niesłusznie nałożonej na niego ekskomuniki za niepłacenie opłaty zwanej "meszne", gdyż nie posiadał on ról, a jedynie uprawiał niektóre role w zamian za zboże dostarczane w snopach.
W latach 1436-1482 Kobylnica oraz Pławno było w posiadaniu Jadwigi córki Mikołaja Wierzenickiego, który nazwisko przyjął od nazwy wsi Wierzenica. W 1440 właścicielem we wsi był Piotr Polak z Wilfina (obecnie Lichwin w Małopolsce), w 1443 Mikołaj Męczki z Krzysztoporzyc pod Krakowem (obecnie Krzysztoforzyce), a od 1482 należała do Dobrogosta Ostroroga z Lwówka.
W 1510 Jan Turek Łącki z Kamieńca wygrał proces z Wacławem, Stanisławem i Achillesem Ostrorogami o 50 grzywien. Ostrorogowie żądali zwrotu części oprawy jego matki Doroty z Prusimia, której pierwszy mąż Mikołaj Męczka Krzysztoporski zapisał po 200 grzywien posagu oraz wiana na wsiach Wierzenica, Kobylnica, Pławno i Rakownia. Po śmierci Męczki oprawa ta została przeniesiona na dobra drugiego męża Doroty Stanisława Łąckiego z Kamieńca. Sąd oddalił roszczenia Ostrorogów i nakazał im wieczne milczenie.
W 1538 i 1545 nastąpiły podziały majątkowe Ostrorogów z Lwówka. W dokumentach zachowały się z tego powodu informacje o Pławnie. W 1545 Stanisław Ostroróg Lwowski syn zmarłego Marcina kasztelana kowalskiego dał w dożywocie swej matce Urszuli z Sierpca wsie Wierzenica, Rakownia, Kobylnica i Pławno oraz folwark pod Poznaniem za kościołem św. Marcina.
W XVI wiecznych rejestrach poborowych wieś Pławno nie figuruje. Od XVI do XVIII wieku wieś wchodziła w skład dóbr Murowana Goślina. Po Ostrorogach przejęli te dobra Potuliccy, później kolejno Leszczyńscy, Przyjemscy i Gruszczyńscy.
Wskutek II rozbioru Polski w 1793, miejscowość przeszła pod władanie Prus i jak cała Wielkopolska znalazła się w zaborze pruskim.
W latach 1975–1998 miejscowość administracyjnie należała do województwa poznańskiego.